# اسمارت اوییشن
اسمارت اوییشن (به انگلیسی: Smart Aviation Company) یک شرکت هواپیمایی با کد یاتا M4 است که در ۱ فوریه ۲۰۰۷ میلادی تأسیس شده‌است. دفتر مرکزی اسمارت اوییشن در قاهره، مصر واقع شده‌است و قطب این شرکت هواپیمایی در فرودگاه بین‌المللی قاهره قرار دارد.